# Adalbert Deșu
Adalbert Deșu (né le 24 mars 1909 à Gătaia, Autriche-Hongrie - mort le 6 juin 1937 à Timișoara) était un footballeur roumain. Il a participé à la Coupe du monde de football de 1930 avec la Roumanie. Deșu est aussi le premier buteur de la Roumanie en Coupe du monde

## Carrière
Adalbert Deșu commence sa carrière de footballeur dans sa ville natale, à Gătaia, mais il quitte le club pour Reșița quelque temps après. Il joue deux ans pour le FCM Reșița. En 1929, il est appelé pour jouer avec l'équipe nationale de Roumanie pour la première fois, marquant lors d'un match amical contre la Bulgarie. Il est aussi sélectionné pour faire le voyage en Uruguay pour disputer la Coupe du monde de football 1930. Le président du club dans lequel il joue à cette époque, Wolfgang Auschnit, refuse de lui payer son salaire pendant la période de la Coupe du monde. Deșu marque le premier but de la Roumanie contre le Pérou et joue son dernier match international lors du deuxième match de groupe contre le futur lauréat de la compétition, l'Uruguay. Après la Coupe du monde, il signe avec Banatul Timișoara, mais en 1933, il se retire du football à cause d'une pneumonie. En 1937, il meurt de pneumonie à l'âge de 28 ans.